# 趙宗沔
趙宗沔，北宋宗室。宋太宗曾孙，赵元份之孙，赵允让第十四子，宋英宗的弟弟。
元符二年（1099年），嗣濮王赵宗汉上言，故兄趙宗詠等六墳比諸王有降損，请求追贈。宋哲宗下詔，故贈洺州防禦使、廣平侯赵宗沔特贈崇信軍節度使，追封漢東郡王。

## 诸子
- 赵仲足，太子右内率副率
- 赵仲霄，太子右内率副率